# Grand Hyatt Manila
El Grand Hyatt Manila es un rascacielos de 318 metros de altura de uso mixto ubicado en Bonifacio Global City, Taguig, Metro Manila. Es el edificio más alto  en las Filipinas desde su conclusión en 2017.

## Descripción
El edificio es parte del complejo de uso mixto de Federal Land´s Grand Central Park.
La altura del pináculo del edificio es de 318 metros, mientras que su techo se encuentra en los 250 metros de altura. Tiene 66 pisos.
El hotel del edificio posee 461 habitaciones que ocupan las 25 últimas plantas de la torre, las demás están ocupadas por oficinas. También alberga tres restaurantes llamados The Grand Kitchen, Núm. 8 China House, y The Peak. También cuenta con un salón de eventos que ocupa 2281 m².